# Подрига (Ботошани)
Подрига (рум. Podriga) насеље је у Румунији у округу Ботошани у општини Драгушени. Oпштина се налази на надморској висини од 105 m.

## Становништво
Према подацима из 2002. године у насељу је живело 1013 становника, од којих су сви румунске националности.